# Ardeadoris averni
Espèce
Ardeadoris averni, l'Ardeadoris d'Avern, est une espèce de mollusques nudibranches de la famille des Chromodorididae et du genre Ardeadoris.

## Répartition
Cette espèce se rencontre en Australie, et aux Philippines.

## Habitat
Cette espèce affectionne la zone subtidale et les récifs rocheux.

## Description

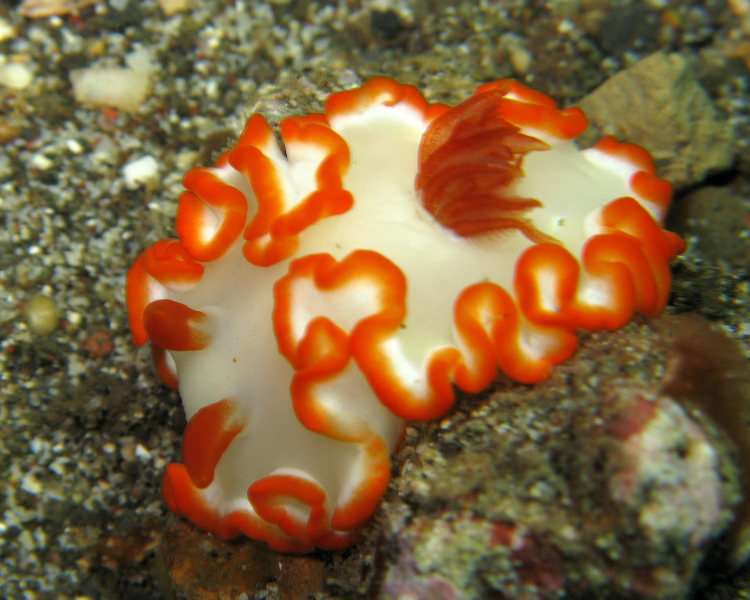
Ardeadoris averni

Ardeadoris averni peut mesurer de l'ordre de 55 mm de long.
Ardeadoris averni est de couleur blanche avec le bord du manteau rouge vif. 
Les branchies et les rhinophores sont blancs avec des lignes rouges.

## Éthologie

### Alimentation
Ardeadoris averni consomme des éponges.

## Publication originale
- Rudman, W. B. 1985. The Chromodorididae (Opisthobranchia: Mollusca) of the Indo-West Pacific: Chromodoris aureomarginata, C. verrieri and C. fidelis colour groups. Zoological Journal of the Linnean Society, 83: 241-299 [247].

## Taxonomie
Cette espèce a été nommée par le zoologiste William B. Rudman en 1985 sous le protonyme Glossodoris averni et transférée dans le genre Ardeadoris en 2012.
Cette espèce a été nommée en l'honneur de Geoff J. Avern.

## Espèce similaire
Ardeadoris averni est de forme similaire à Ardeadoris electra mais elle en diffère par la couleur du bord du manteau, rouge vif ou orange chez Ardeadoris averni et jaune vif chez Ardeadoris electra. Ardeadoris averni se distingue également par une bordure colorée au pied qui est absente chez Ardeadoris electra. Des différences caractéristiques entre ces deux espèces peuvent être trouvées dans la morphologie radulaire. Chez Ardeadoris averni, les denticules de chaque dent sont plus pointus et généralement plus nombreux et sur toutes les dents, la cuspide est séparée et généralement nettement plus grande que les denticules qui les bordent. Ces caractéristiques sont assez différentes de celles de Ardeadoris electra où les denticules et la cuspide ne se distinguent pas par leur forme ni par leur taille. Dans la denture externes de Ardeadoris electra, les denticules sont disposés autour de l'extrémité de la dent, tandis que chez Ardeadoris averni, ils se trouvent toujours à l'extérieur de la dent.

## Utilisation par l'Homme
Un timbre de la poste de Taïwan de 2011 représente Ardeadoris averni (25 NT$).